# 邱党
邱 党（きゅう とう、Qiu Dang、拼音仮名転写:チュウ・ダン、1996年10月29日 - ）は、ドイツの卓球選手。在ドイツ華僑2世。
卓球ブンデスリーガの名門・ボルシア・デュッセルドルフに在籍。
2017年の欧州U-21選手権でシングルスで2位となった。
2021年には混合・団体戦の欧州チャンピオンとなった。
ドイツ生まれの代表選手として初めてとなるペンホルダースタイルの選手である。

## 経歴
邱党は、ドイツで卓球スクールを経営する卓球一家に生まれた。
父親の邱建新は元中国代表選手で、1987年の学生世界チャンピオンであり、卓球ブンデスリーガでプレーし、ブンデスリーガのTTCフリッケンハウゼンでコーチを務めていた。水谷隼らのプライベートコーチを務めたことでも知られる。
母親も元中国代表選手であり、ブンデスリーガでプレーしていた。
兄もブンデスリーガで活躍し、2021年現在、ブンデスリーガ2部のネッカースルムでプレーしている。
ペンホルダーの選手であった父からシェークハンドを勧められたが、後にペンホルダーに変更した。
2010年にはヨーロッパジュニア選手権のシングルスで銅メダルを獲得した。
クラブのキャリアは、2014年にTTCフリッケンハウゼン（ブンデスリーガ2部）の2軍でスタートした。
2015/16シーズンは2部のTTC Ober-Erlenbachでプレーし、その後1部のASV Grünwettersbachと契約し、初年度から5勝6敗という成績を収めた。
2017年のジャパンオープンでは、U21大会で準決勝に進出し、ワールドツアー初のメダルを獲得した。
ベネディクト・ドゥダとのダブルスで2018年と2019年にドイツ王者となり、2019年にはシングルス準決勝にも進出したが、ティモ・ボルに2-4で敗れた。
前回王者のボルシア・デュッセルドルフから金星を挙げ、グリューンヴェッタースバッハを2018/19カップ準決勝に導いた。
2020年2月、ヨーロッパ・トップ16カップの銅メダリスト、ロベルト・ガルドスなどを撃破し、ポルトガル・オープンで優勝した。
グリューンヴェッタースバッハでカップ戦を制し、翌シーズン、初めてブンデスリーガのプレーオフに進出した。
2021年にはボルシア・デュッセルドルフと契約した。
同年、ニナ・ミッテルハムとのペアでヨーロッパ卓球選手権の混合ダブルスで優勝した。
ティモ・ボルとドミトリ・オフチャロフの不在のドイツチームにあって、団体戦でも金メダルを獲得した。
2022年のヨーロッパ選手権では男子シングルスにおいてティモ・ボル、マティアス・ファルクを破り決勝に進出。決勝ではダルコ・ヨルジッチを下し優勝した。